# Tencuială
O tencuială este un preparat de consistență fluidă sau păstoasă (adesea mortar) care se aplică pe o suprafață (de obicei pe un zid) pentru a o netezi, a o proteja, a o decora. O tencuială este constituită dintr-un liant  (var, ipsos, ciment, pământ etc.) și dintr-un agregat (nisip, praf de marmură, carbonat de calciu (CaCO3)).
Se aplică în general o tencuială într-un strat subțire, de pregătire, care permite o mai bună adeziune, urmat de un strat principal. Se adaugă adesea un strat de finisare cu o textură decorativă sau un pigment colorant.